# True Love Waits
«True Love Waits» (укр. Істинне кохання чекає) — пісня англійського рок-гурту Radiohead. Гурт працював над нею понад два десятиліття, перш ніж випустити її на своєму дев'ятому альбомі A Moon Shaped Pool (2016).
Вперше Radiohead виконали «True Love Waits» у 1995 році, вокаліст Том Йорк грав на акустичній гітарі під акомпанемент синтезатора. У наступні роки Йорк виконував її сольно на гітарі або на Родес-піано кілька разів, і вона стала однією з найвідоміших невиданих пісень Radiohead. Концертне виконання було випущено на альбомі I Might Be Wrong: Live Recordings (2001).
Radiohead та їхній продюсер Найджел Ґодріч кілька разів намагалися записати «True Love Waits», експериментуючи з різними стилями, але так і не змогли визначитися з аранжуванням. Деякі з цих версій вийшли на компіляціях MiniDiscs [Hacked] (2019) і Kid A Mnesia (2021).
У 2016 році Radiohead випустили «True Love Waits» як завершальний трек альбому A Moon Shaped Pool, перероблений на мінімалістичну піанінну баладу. Вона отримала позитивні відгуки, а Pitchfork назвав її однією з найкращих пісень десятиліття. Деякі критики вважали, що довге очікування зробило студійну версію більш потужною. Хоча вона не була випущена як сингл, «True Love Waits» увійшла до французького SNEP та американського Billboard Hot Rock Songs синглових чартів.

## Історія

### 1995—1996: Перші виконання
Radiohead вперше виконали «True Love Waits» у грудні 1995 року в Брюсселі під час туру на підтримку свого другого альбому The Bends. Автор пісні, Том Йорк, виконав її на акустичній гітарі у супроводі «повітряної» клавішної мелодії. З роками пісня стала улюбленицею фанатів і однією з найвідоміших невиданих пісень Radiohead.

### 1996—1997:OK Computer
Йорк вважав, що Radiohead вже записали занадто багато пісень, заснованих на голосі та акустичній гітарі, і що запис «True Love Waits» у такому втіленні був би «занадто простим». Пізніше їхній продюсер Найджел Ґодріч сказав: «До честі Тома, він повинен відчувати, що пісня має підтвердження, що вона має причину існувати як запис». Він сказав, що вони не були зацікавлені в записі версії, яка звучала б як Джон Меєр.
Radiohead працювали над «True Love Waits» для свого третього альбому OK Computer (1997), але відмовилися від неї. Клавішні петлі, записані для «True Love Waits» в цей період, були видані на перевиданні OKNOTOK 1997 2017 у 2017 році. Інші версії, записані в цей період, були оприлюднені в компіляції MiniDiscs [Hacked] у 2019 році, включаючи версію з «космічними» синтезаторами та ефектом wah-wah.

## 1999—2001:Kid AіAmnesiac
Radiohead знову працювали над «True Love Waits» під час сесій для альбомів Kid A і Amnesiac, які записувалися одночасно. Гітарист Ед О'Браєн вів онлайн-щоденник їхнього прогресу і написав у січні 2000 року, що «True Love Waits» «визрівала вже близько чотирьох років, і кожного разу, коли ми наближалися до неї, здавалося, що ми йшли тими ж старими шляхами. Зараз же вона звучить як початок чогось захоплюючого». Місяць потому він писав:
|  | Це щось на кшталт підходу номер 561, але це чудова пісня. Це просто спроба знайти спосіб зробити те, що нас захоплює. І ми, можливо, знайшли спосіб, принаймні, ми знайшли новий підхід... Звичайно, це може бути повним лайном, і ми повністю втратили сюжет цієї пісні. Будь ласка, нехай це буде не так. |

У цей період Radiohead створили електронну версію «True Love Waits», використовуючи клавішні петлі, записані під час сесій OK Computer, але відкинули її. Йорк пізніше розповідав: «Ми відчували, що „True Love Waits“ був такою здоровою акустичною річчю, а потім раптом додали цю досить жорстоку річ… Ми не були впевнені, що це правильно, тому вона відійшла на другий план.» Ця версія стала іншим треком, «Pulk/Pull Revolving Doors», випущеним на Amnesiac. Оригінальна «True Love Waits» у версії «Pulk/Pull Revolving Doors» вийшла на перевиданні Kid A Mnesia у 2021 році. Rolling Stone описав її як сувору та індастріальну.

### 2001—2016: Подальші виконання
Під час туру Radiohead Amnesiac 2001 року Йорк кілька разів виконував «True Love Waits» сольно на акустичній гітарі. Виступ увійшов до альбому I Might Be Wrong: Live Recordings (2001), який Ґодріч пізніше назвав «паскудним». Йорк виконував її ще кілька разів, зокрема під час своїх сольних виступів на фестивалі Latitude Festival 2009 року[2] та на Cambridge Corn Exchange у 2010 році.
З 2006 року Radiohead почали виконувати повільнішу версію на родес-піано як інтро до «Everything in Its Right Place». Згідно з Phoenix New Times, «Це більш вільний, легкий дубль … без чітких змін акордів і сильного відчаю акустичної версії, той, що якимось чином підкреслює романтичну якість лірики, а не самотність».

### 2016:A Moon Shaped Pool
У 2016 році, більш ніж через 20 років після написання, Radiohead випустили «True Love Waits» як останній трек свого дев'ятого альбому A Moon Shaped Pool у мінімалістичному піанінному аранжуванні. Radiohead виконували нову цю версію в турі Moon Shaped Pool, аж до концерту 2018 року в Південній Америці, коли Йорк знову виконав «True Love Waits» сольно на акустичній гітарі.
У 2023 році Йорк сказав: «Одна з моїх помилок — відкидати речі, тому що вони прості… 'True Love Waits' була чимось на кшталт цього. Це була одна з тих речей, коли вона була майже створена для того, щоб бути в кінці шоу. Її навіть не обов'язково було записувати. Це було зроблено для того, щоб сказати: 'Гаразд, хлопці, на добраніч. Дякую'.»

## Композиція
У концертній версії «True Love Waits», що вийшла на I Might Be Wrong, Йорк виконує пісню сам на акустичній гітарі. За словами Pitchfork, вона відрізняється несподіваними змінами акордів і «палкими» гітарними переборами. Phoenix New Times порівняв «серйозне» і «просте» аранжування з піснями Radiohead тієї ж епохи, такими як «Fake Plastic Trees».
Студійна версія, випущена як фінальний трек на A Moon Shaped Pool, була описана як «скорботний пост-рок» і «деконструйована ембієнтна фортепіанна балада». У ній немає гітари; натомість використовується мінімальна, чотиринотна фортепіанна фігура, на яку поступово накладається піаніно, створюючи поліритмічні петлі і текстури. Бас вступає у другому куплеті. Chart Attack описав її як «повільну і меланхолійну» у традиціях закриття альбомів Radiohead, таких як «Videotape» з альбому In Rainbows (2007).
За словами Йорка, перший куплет — «I'll drown my beliefs / To have your babies / I'll dress like your niece / And wash your swollen feet» — звертається до «різниці між молодими і старими», коли люди виростають з дитячої поведінки; оповідач пропонує не дорослішати, щоб утримати того, кого вони люблять. Рядки «And true love lives / On lollipops and crisps» були натхненні прочитаною Йорком історією про дитину, яку батьки залишили одну на тиждень, і яка вижила, харчуючись снеками. Пісня має «благальний» приспів: «Don't leave, don't leave.»

## Відгуки
Рецензуючи I Might Be Wrong у 2001 році, Метт ЛеМей з Pitchfork писав, що «True Love Waits» «абсолютно чудова … вона може витримати конкуренцію з будь-якою піснею OK Computer». Він вважав, що ця пісня, разом з виконанням «Like Spinning Plates», «виправдала існування» альбому. Тед Кесслер з NME похвалив вокал Йорка і описав як «чистий і чесний». Ніколас Тейлор з PopMatters описав виступ як «гіркувато-солодку перемогу любові», яка «показує, що за всіма модерністськими кошмарами Radiohead стоїть крихке, відчайдушне прагнення з'єднатися, повноцінно і осмислено, тільки з однією людиною». Pitchfork писав, що незавершені версії «True Love Waits», випущені на MiniDiscs [Hacked], не працювали, і запропонував зрозуміти, чому Radiohead так довго намагалися закінчити роботу над піснею.
Rolling Stone та The Arizona Republic назвали студійну версію «True Love Waits» найкращою піснею травня 2016 року. Критик Arizona Republic Ед Меслі написав, що нове аранжування «посилює відчуття відчайдушної туги у вокалі Йорка, який благає свою кохану не йти». Pitchfork назвав її найкращим новим треком тижня і дев'ятою найкращою піснею 2016 року. Критик Натан Різ написав: «'True Love Waits' — це елегійна кода до одного з найбільш заглиблених в себе альбомів Radiohead і гідне ставлення до пісні, яку багато хто вже вважає класикою. Очікування того варте». У 2017 році Consequence of Sound назвав її 12-ю найкращою піснею Radiohead, написавши, що трек «переливається дощовим піаніно замість похмурої гітари». У 2019 році Vulture назвав її найкращою піснею Radiohead, а Pitchfork — 93-ю найкращою піснею десятиліття.
Хоча журналіст Quietus Майк Дайвер розкритикував A Moon Shaped Pool, він похвалив «True Love Waits» як найбільш зворушливу пісню Radiohead з часів синглу 2008 року «Nude». Дописувач NME Деміан Джонс сказав, що це найсумніша пісня Radiohead. Стів Юзеф з Phoenix New Times вважає, що нове аранжування ввібрало в себе найкращі елементи гітарної гри Йорка і родес-піано, врятувавши її від сентиментальності, і стало «найбільш прямолінійною, невибагливою і емоційно сирою композицією на альбомі». Критик GQ Джейк Вульф визнав, що студійна версія розчаровує, з «кашоподібним піаніно, яке емоційно обтяжує пісню», і пропустив «яскравість» гітарної версії. Louder Sound писали, що вона була «втомленою і переможеною, що може бути навмисним, але менш емоційно привабливою».
Деякі критики вважали, що довге очікування зробило студійну версію сильнішою. Журналіст Vulture Марк Хоган писав, що «різниця між студійною версією та її різними попередниками витає над записом, як привид у машині». Критик Pitchfork Джилліан Мейпс писала про «відчуття, що співає старша, мудріша людина», і що текст став більш проникливим «тепер, коли він, здається, змирився з переслідуванням потойбічного світу». У Consequence of Sound Ніна Коркоран писала, що довге очікування «дозволило Radiohead очистити слова, коли вони стали більш стиглими, ніж будь-коли». Автор Phoenix New Times Юзеф припустив, що на студійну версію вплинуло нещодавнє розставання Йорка з його партнеркою Рейчел Оуен, з якою він прожив майже 25 років. У той час як раннє аранжування, ймовірно написане незабаром після того, як Йорк зустрів Оуен, має «сповнений надії, гордий характер», версія Moon Shaped Pool звучить «покірно, ізольовано, втрачено». Критик Rolling Stone Енді Бета писав, що «ефект схожий на те, як натрапляєш на старий любовний лист через багато років після того, як стосунки охололи», і що якщо приспів «don't leave» колись пропонував спокуту, то тепер він звучить як прощання.

## Персоналії
| - Колін Ґрінвуд - Джонні Ґрінвуд - Ед О'Браєн - Філіп Селвей - Том Йорк | - Найджел Ґодріч – продюсування, звукорежисер, зведення - Сем Петтс-Девіс – звукорежисер - Максим ЛеГіл — асистент звукоінженера - Боб Людвіг — мастеринг |

## Чарти
| Чарти «True Love Waits»          | Чарт (2016) | Пікова позиція |
| Франція (SNEP)                   | 181         |                |
| США (Hot Rock Songs) (Billboard) | 43          |                |